# 木村奏絵
木村 奏絵（きむら かなえ、1998年9月25日 - ）は、日本の女優。神奈川県出身。元ヴォーカル所属、2018年より劇団四季所属。

## 出演

### 舞台
- GIFT（2006年・2007年） - 未久 役
  - GIFT（2008年） - 乃々歌 役
- 葉っぱのフレディ〜いのちの旅〜（2009年） - 夏組ペティ 役
- 七本の色鉛筆（2009年） - 菊（幼少期） 役
- サウンド・オブ・ミュージック（2010年） - ルイーザ 役、（2018年） - リーズル役
- 葉っぱのフレディ〜いのちの旅〜（2012年） - 夏組クレア 役
- マリアと緑のプリンセス（2015年） - Blue組ソフィー 役
- リトル・マーメイド（2020年・2022年・2023年） - アリエル役
- アラジン （2021年〜）- ジャスミン役
- ゴースト&レディ（2024年〜） - エイミー役
- バック・トゥ・ザ・フューチャー (2025~予定) -ロレイン役